# Quinton Bhagwandin
Quinton Kenneth Bhagwandin (17 maart 1986) is een Nederlands voetballer die als aanvaller voor FC Omniworld speelde.

## Carrière
Quinton Bhagwandin speelde twee wedstrijden in het debuutseizoen van FC Omniworld in het betaald voetbal. Hij maakte zijn debuut op 3 maart 2006, in de met 0-4 verloren thuiswedstrijd tegen TOP Oss. Hij kwam in de 74e minuut in het veld voor Kofi Mensah. Ook in de volgende speelronde, tijdens de met 2-1 verloren uitwedstrijd tegen FC Zwolle, mocht hij invallen. Hierna vertrok hij bij Omniworld en speelde hij voor verschillende amateurclubs, waaronder FC Hilversum en OSV. Ook was hij in 2011 een periode op proef bij het Estse JK Tammeka Tartu.

### Statistieken
| Seizoen                  | Club           | Land           | Competitie     | Competitie | Competitie | Beker | Beker | Totaal | Totaal |
| Seizoen                  | Club           | Land           | Competitie     | Wed.       | Dlp.       | Wed.  | Dlp.  | Wed.   | Dlp.   |
| ------------------------ | -------------- | -------------- | -------------- | ---------- | ---------- | ----- | ----- | ------ | ------ |
| 2005/06                  | FC Omniworld   | Nederland      | Eerste divisie | 2          | 0          | 0     | 0     | 2      | 0      |
| 2010/11                  | FC Hilversum   | Nederland      | Topklasse      | 12         | 0          | 0     | 0     | 12     | 0      |
| Carrièretotaal           | Carrièretotaal | Carrièretotaal | Carrièretotaal | 14         | 0          | 0     | 0     | 14     | 0      |
| Bijgewerkt op 6 mei 2020 |                |                |                |            |            |       |       |        |        |